# Monarca-azul-de-solidéu

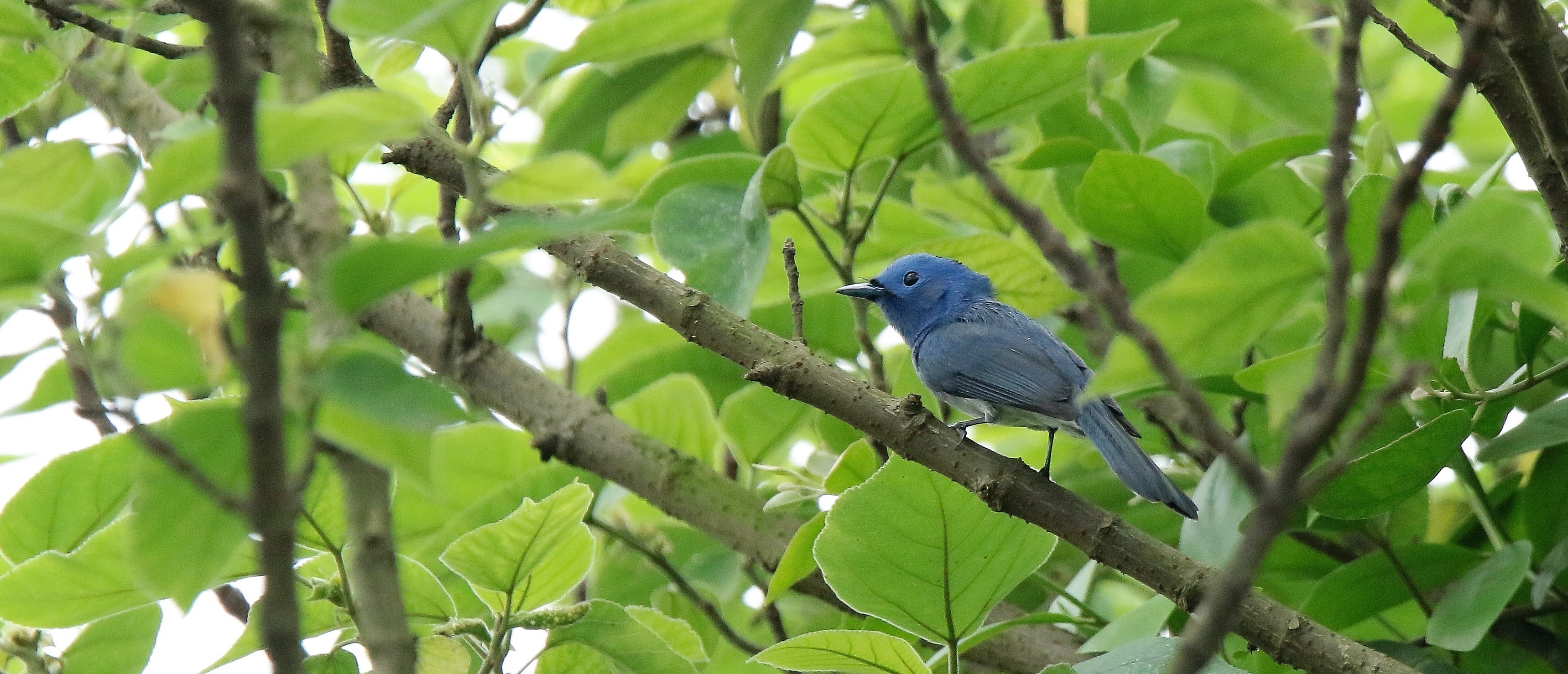
Macho

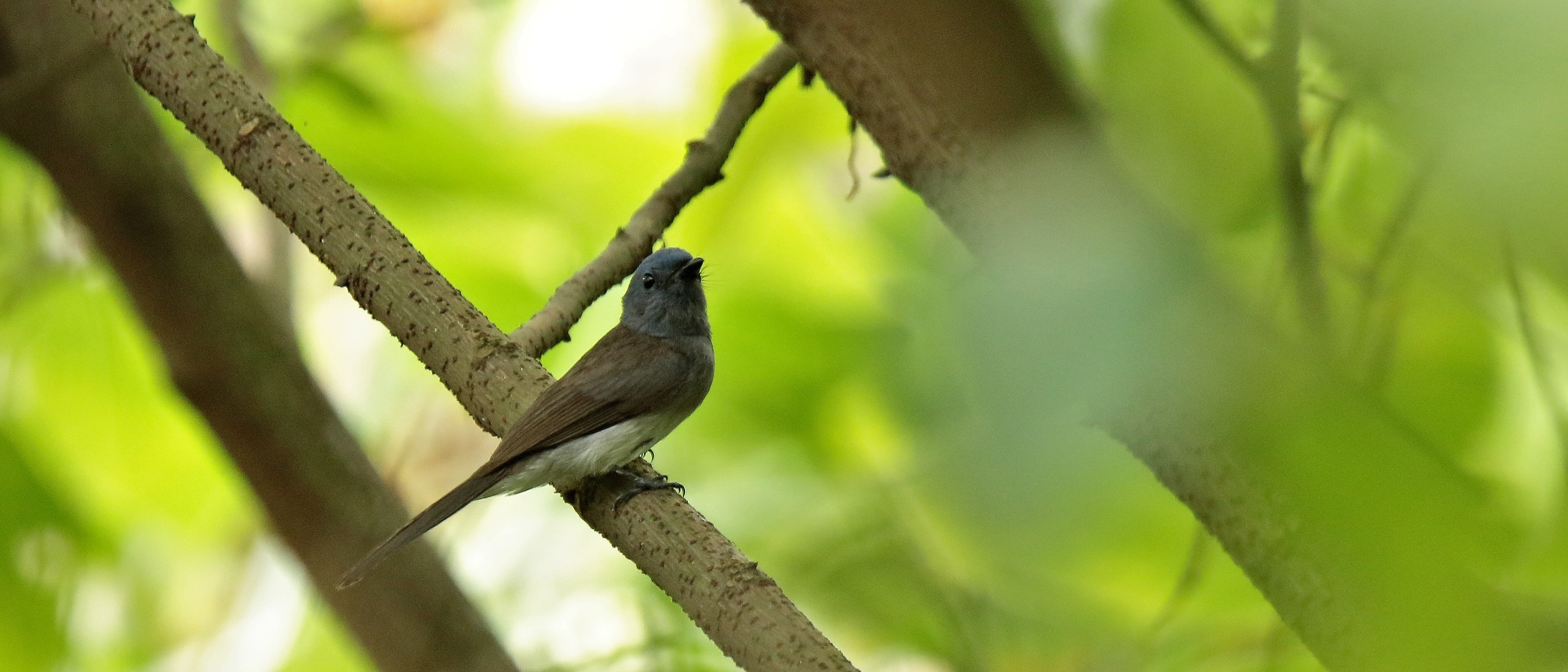
Fêmea

Monarca-azul-de-solidéu (Hypothymis azurea) é uma espécie de ave da família dos tiranídeos. é uma ave passeriforme esguia e ágil pertencente à família dos monarcas papa-moscas encontrados no sul e sudeste da Ásia.

### Subespécies
Vinte e três subespécies são reconhecidas:
- H. a. styani - ( Hartlaub, 1899) : Originalmente descrito como uma espécie separada no gênero Ficedula, encontrado da Índia e Nepal ao sudeste da China e Vietnã. O abdômen é esbranquiçado nos machos.
- H. a. oberholseri - Stresemann, 1913 : Encontrado em Taiwan
- H. a. ceylonensis - Sharpe, 1879 : Originalmente descrito como uma espécie separada, encontrada no Sri Lanka. Os machos não têm o colar preto.
- H. a. tytleri - ( Beavan, 1867) : Originalmente descrito como uma espécie separada no gênero Myiagra . Encontrado nas Ilhas Andaman . O abdômen dos machos é azul.
- H. a. idiochroa - Oberholser, 1911 : Encontrado em Car Nicobar (norte das Ilhas Nicobar ). O abdômen dos machos é branco tingido de azul.
- H. a. nicobarica - Bianchi, 1907 : Encontrado no sul das Ilhas Nicobar. O abdômen dos machos é branco tingido de azul.
- H. a. montana - Riley, 1929 : Encontrado no norte e centro da Tailândia
- H. a. galerita - ( Deignan, 1956), 1929 : Encontrado no sudoeste e sudeste da Tailândia
- H. a. forrestia - Oberholser, 1911 : Encontrado no Arquipélago de Mergui (no oeste de Mianmar)
- H. a. prophata - Oberholser, 1911 : Encontrado na Península Malaia, Sumatra e Bornéu
- H. a. javana - Chasen & Kloss, 1929 : Encontrado em Java e Bali (Indonésia)
- H. a. penidae - Meise, 1942 : Encontrado em Nusa Penida (perto de Bali no Lesser Sundas )
- H. a. karimatensis - Chasen & Kloss, 1932 : Encontrado na Ilha Karimata (no oeste de Bornéu)
- H. a. opisthocyanea - Oberholser, 1911 : Encontrado nas Ilhas Anambas (no Mar da China Meridional )
- H. a. gigantoptera - Oberholser, 1911 : Encontrado em Natuna Besar ( Ilhas Natuna, Mar da China Meridional)
- H. a. consobrina - Richmond, 1902 : Originalmente descrito como uma espécie separada, encontrada em Simeulue (no noroeste de Sumatra)
- H. a. leucophila - Oberholser, 1911 : Encontrado em Siberut (no oeste de Sumatra)
- H. a. richmondi - Oberholser, 1911 : Encontrado na Ilha Enggano (no sudoeste de Sumatra)
- H. a. abbotti - Richmond, 1902 : Originalmente descrito como uma espécie separada, encontrada nas Ilhas Reusam e Babi (no noroeste de Sumatra)
- H. a. symmixta - Stresemann, 1913 : Encontrado em Lesser Sundas ocidentais e centrais
- Monarca de nuca negra filipina ( H. a. azurea ) - ( Boddaert, 1783) : Também conhecido como monarca de cabeça preta e monarca azul de nuca negra filipina . Encontrado nas Filipinas (exceto Camiguin Sur Island)
- H. a. aeria - Bangs & Peters, JL, 1927 : Originalmente descrito como uma espécie separada, encontrada na Ilha Maratua (no leste de Bornéu)
- H. a. catarmanensis - Rand & Rabor, 1969 : Encontrado na Ilha Camiguin Sur (sul das Filipinas)

## Descrição

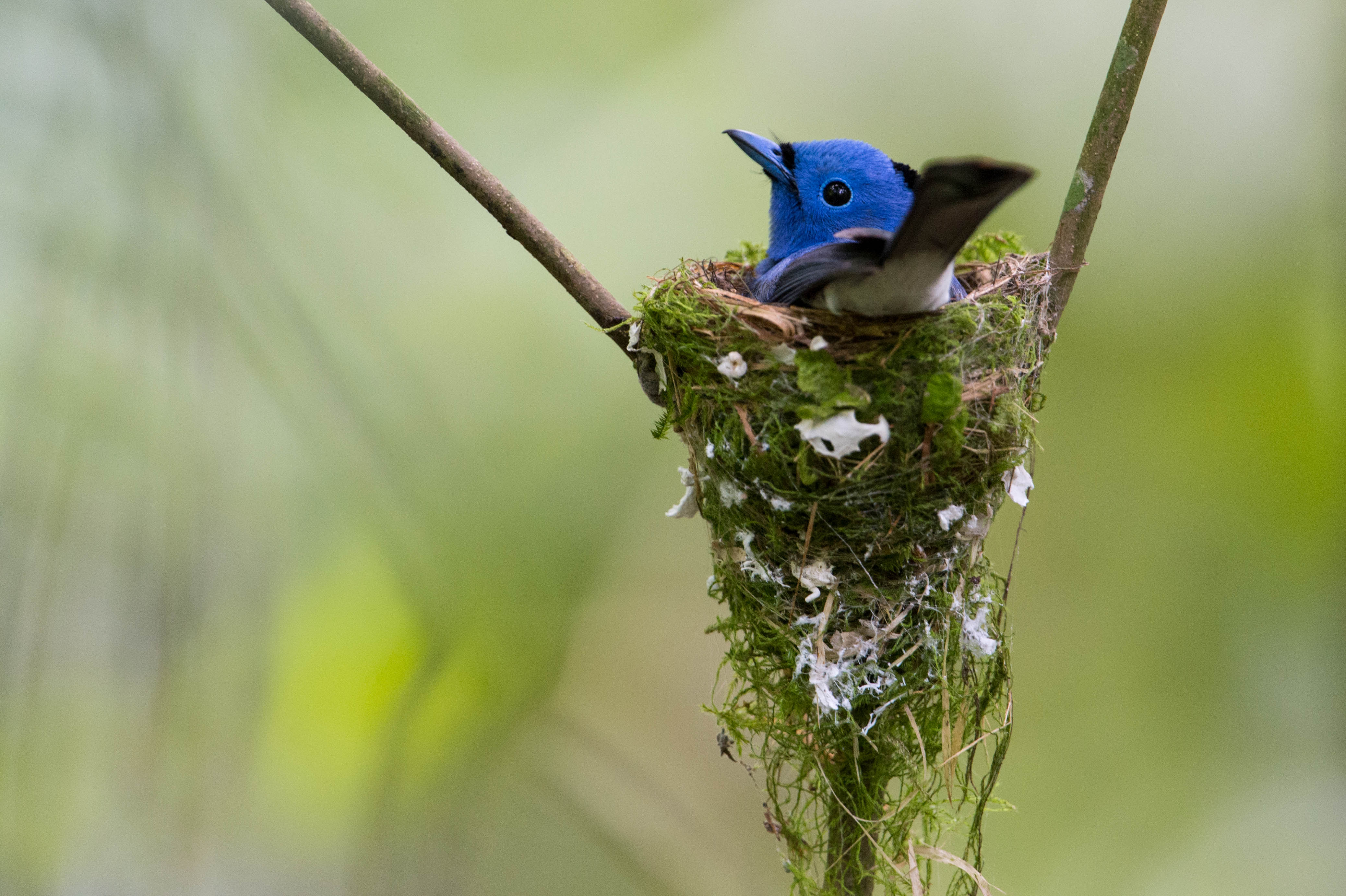
H. a. montana no ninho na Tailândia

O monarca macho adulto de nuca negra tem cerca de 16 anos cm de comprimento, e é principalmente azul-celeste pálido, além de uma barriga esbranquiçada. Tem uma nuca preta e um gorget preto estreito. A fêmea é mais maçante e não tem as marcas pretas. Suas asas e costas são marrom-acinzentadas. No entanto, várias populações reprodutoras geograficamente separadas diferem na extensão e tonalidade das marcações. A península indiana possui a subespécie H. a. styani (que inclui H. a. sykesi de Stuart Baker ), em que os machos têm manchas pretas muito distintas e um abdômen esbranquiçado. Machos da raça do Sri Lanka H. a. ceylonensis não tem a nuca e o gorget pretos e a sombra é mais arroxeada. A subespécie das Ilhas Andaman, H. a. tytleri, tem as partes inferiores cinza-azuladas. O formulário em Car Nicobar Island, H. a. idiochroa, tem a barriga branca acinzentada, enquanto H. a. nicobarica do sul de Nicobars tem um bico menor e mais fino. A cor do gape é amarelada a verde.

## Distribuição e habitat
O monarca de nuca preta se reproduz em todo o sul da Ásia tropical, do Irã e Sri Lanka a leste até a Indonésia e as Filipinas. Esta espécie é geralmente encontrada em florestas densas e outros habitats bem arborizados.
As chamadas são um skrip agudo e abrupto. A principal época de reprodução na Índia é no verão, de maio a julho. Dois a três ovos são colocados em um ninho de xícara colocado na forquilha de uma árvore. O ninho é decorado com caixas de ovos de aranha.

## Comportamento e ecologia

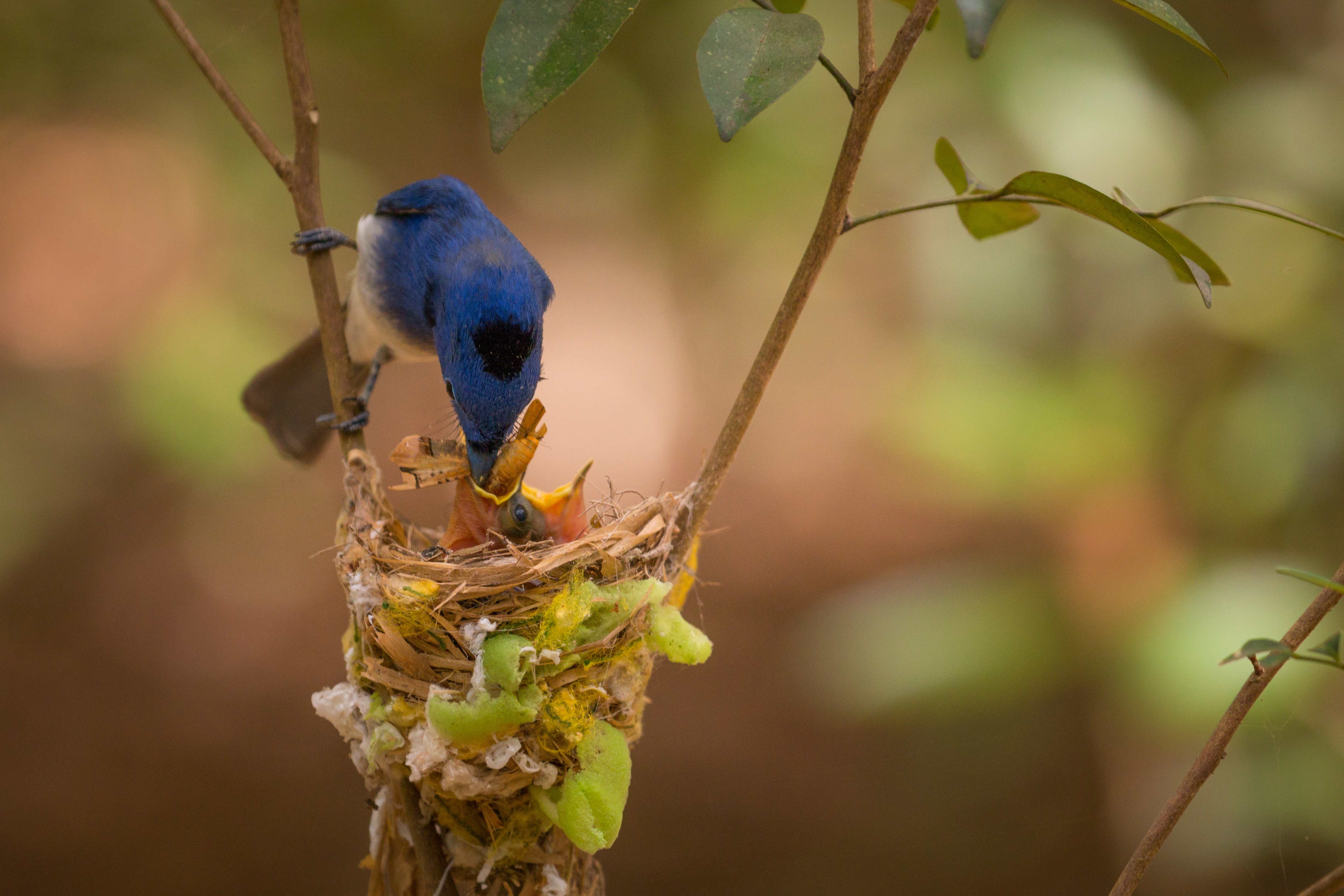
Monarca de nuca negra alimentando seus filhotes no Parque Nacional Wilpattu - Sri Lanka

O monarca de nuca preta tem pernas curtas e fica muito ereto enquanto empoleirado de forma proeminente, como um picanço. É insetívoro, muitas vezes caçando por captura de moscas. Quando alarmado ou alerta, as penas da nuca são levantadas em uma crista pontiaguda. Eles se juntam a bandos forrageiros de espécies mistas, estando entre os membros mais significativos de tais bandos nos Ghats Ocidentais, e são ativos no sub-bosque das copas das florestas. Um estudo no Sri Lanka mostrou que eles são afetados por distúrbios humanos, fazendo com que se afastem das bordas perturbadas em cerca de 75 m.
Embora sejam em grande parte residentes, os movimentos sazonais locais são conhecidos. A época de reprodução na Índia é de março a agosto e o ninho é um copo arrumado colocado em um garfo. O copo é revestido com filamentos de teias e fungos, incluindo aqueles do gênero Marasmius, que são conhecidos por produzir antibióticos e podem beneficiar as aves protegendo os filhotes da infecção. O ninho é construído pela fêmea enquanto o macho guarda. A ninhada típica é de três ovos, que ambos os pais incubam e ambos alimentam os filhotes, que eclodem após cerca de 12 dias.
As teias de grandes aranhas, como Nephila maculata, são conhecidas por prender o pássaro. Um astrovírus foi detectado em um monarca de nuca negra no Camboja, um vírus que antes era desconhecido dos passeriformes. O ácaro de penas Proterothrix hypothymis (Pterodectinae: Protophyllodidae) foi descrito de monarcas de nuca preta no Vietnã.